# Rescue Me (serie televisiva)
Rescue Me è una serie televisiva statunitense creata da Denis Leary e Peter Tolan, prodotta dal luglio 2004 fino al settembre 2011 e trasmessa da FX, per un totale di 7 stagioni, trasmessi in 93 episodi.
In Italia, questa serie ha debuttato per la prima volta il 12 marzo 2008 sul canale satellitare AXN, che ha mandato in onda la prima stagione e le due successive. Italia 1 ha cominciato a trasmetterla in chiaro dall'8 dicembre 2008 in orario notturno, proponendo la prima stagione in prima visione free e le successive, e anticipando la messa in onda delle stagioni ancora inedite da parte di AXN.

## Trama
Rescue Me s'incentra sulle vite professionali e personali dei vigili del fuoco di New York dopo gli attentati dell'11 settembre 2001, durante i quali 343 pompieri hanno perso la vita.
Il protagonista è Denis Leary, che interpreta il ruolo del pompiere Tommy Gavin, un personaggio la cui vita è piena di tormento e caos; deve lottare con la perdita di Jimmy Keefe, suo cugino e migliore amico morto l'11 settembre 2001, che appare di frequente a Tommy sotto forma di visione. La serie inizia quando Tommy e sua moglie Janet, ruolo interpretato da Andrea Roth, si separano e lui lascia casa e va ad abitare di fronte sull'altro lato della strada lasciando la moglie e i loro tre figli. Ha un temperamento violento, autodistruttivo, ipocrita, superficiale, manipolativo, fa uso di alcool e fuma montagne di sigarette. Si rende subito conto di quanto il suo comportamento abbia contribuito allo sfasciamento della sua famiglia e fa di tutto per riconciliarsi con loro. Ama molto i suoi figli e desidera tornare a vivere con loro e con sua moglie, che ama ancora. Comunque nonostante i piccoli passi di redenzione, la tragedia sembra sempre essere dietro l'angolo.

### Prima stagione
Comincia con la presentazione di una stazione di vigili del fuoco di New York con l'esplorare le loro vite, sia a casa che al lavoro. Si focalizza sul personaggio principale Tommy Gavin, il modo in cui egli affronta le sue paure e le sue angosce dopo la strage dell'11 settembre 2001, che per lui, include anche quello di vedere spesso il fantasma di suo cugino Jimmy Keefe come anche quelli delle diverse persone che non è riuscito a salvare nel corso degli anni. Gavin e sua moglie si separano e, dall'altro lato della strada, inizia a vederla frequentare altri uomini e progetta un piano diabolico per riaverla indietro e impedirle di portargli via i figli e di trasferirsi fuori dallo Stato.
In altri episodi, il capo Jerry Reilly attacca un vigile del fuoco gay in un bar dopo che il ragazzo parla alla stampa e afferma che almeno 20 dei 343 pompieri che morirono durante l'attacco dell'11 settembre erano gay. Sean Garrity inizia a frequentare una delle tante ex di Franco Rivera, e grazie al riavvicinamento quest'ultimo scopre di avere una figlia con una donna, così la prende a vivere con sé dopo la morte di overdose della madre. Tommy si lascia coinvolgere da una storia con Sheila, la vedova di suo cugino Jimmy, morto l'11 settembre, e “Probie” Mike Silletti inizia a frequentare una ragazza di nome Theresa (Ashlie Atkinson).
Dopo che il collega Billy Warren muore in un incendio arriva in caserma Laura Miles per sostituirlo. Si scontra con i ragazzi che non vogliono una donna nella loro squadra, e con Tommy in particolare, che sta diventando pericoloso perché inizia a correre sempre più rischi inutili sul lavoro. La stagione finisce con un errore di Tommy durante un incendio, che causa ferite gravi a Franco e con il trasferimento di Tommy dalla caserma quando il resto della squadra scopre che si sta vedendo con Sheila, vedova di Jimmy (è loro regola etica di squadra di “non andare mai con le vedove dei vigili del fuoco”) e che l'ha messa incinta. Nella scena finale dell'ultimo episodio Tommy va a casa della moglie e scopre che sono tutti spariti così come tutte le cose dentro casa: si sono trasferiti senza avvisarlo. Con la famiglia lontana e senza poter vedere i figli, cade in una forte depressione e si butta maggiormente sull'alcool tanto da finire col rovinare tutti i suoi rapporti interpersonali.

### Seconda stagione
Tommy è stato trasferito alla nuova stazione dei vigili del fuoco di Staten Island e viene rimpiazzato, alla squadra 62, con Sully, che diventa presto il favorito di tutti. Sully però decide di trasferirsi quando, durante un intervento per un incendio in un locale, viene scoperto vestito da donna. Tutto questo permette il ritorno di Tommy alla 62, nonostante il parere contrario del Tenente Kenneth; nel frattempo Tommy ha cominciato a frequentare gli alcolisti anonimi e ha smesso di bere. Franco comincia ad assumere antidolorifici molto pesanti per curare i problemi alla spalla avuti in seguito all'incidente ma poi non riesce più a farne a meno e, anche grazie ad una ragazza di uno studio medico che glieli procura e con la quale ha anche una storia di sesso, finisce col diventarne dipendente. Una volta tornato alla vecchia caserma Tommy si concentra a ritrovare la sua famiglia fuggita e a trattare con suo padre, che scopre aver avuto una relazione di oltre 30 anni con una donna ricca di nome Jenny e dalla quale ha avuto un figlio e una figlia: scopre quindi, insieme al fratello poliziotto Johnny, di avere un altro fratello e una sorella. Johnny e Tommy sospettano che il loro fratello appena conosciuto, un prete, sia un pedofilo. Tommy trova gli antidolorifici nell'armadietto di Franco e di nascosto glieli ruba, iniziando a farne uso. Mike perseguita la sua ex ragazza. La moglie di Jerry, il caposquadra, peggiora con l'Alzheimer così è costretto a chiamare il figlio a casa per aiuto. Laura e Franco cominciano a frequentarsi ma Laura abbandona poi sia Franco che la squadra. Franco smette di prendere gli antidolorifici dopo che la figlia rischia di morire per aver ingerito una delle sue pillole. Il tenente Shea viene ingannato da una prostituta che gli porta via i risparmi di una vita. Jenny muore e la sorella di Tommy, Maggie, appare nella serie. Sheila perde il suo bambino ma lo tiene nascosto a Tommy per paura di perderlo ma quando lui viene a sapere dell'inganno, la lascia in maniera violenta accusandola di essere la causa del fallimento della sua famiglia. Tommy e la sua famiglia si riconciliano per un po' ma il loro unico figlio Connor viene ucciso da un automobilista ubriaco e questo è troppo da sopportare per Janet. Le cose peggiorano quando Johnny trova l'automobilista e lo zio Teddy lo assassina in pubblico.

### Terza stagione
Tommy e Janet sono adesso di nuovo separati e Teddy è in prigione per l'assassinio commesso. Janet comincia a vedere Johnny, il fratello di Tommy. Tommy e Johnny litigano furiosamente fuori in strada e in seguito, dopo una discussione, Tommy e Janet hanno una scena di sesso molto fisica e violenta. La violenza dell'atto, in ogni caso, contrasta con l'atteggiamento successivo e la sensazione che a lei sia piaciuto. Nel frattempo Shea, ancora nervoso per essere stato truffato, è diventato diffidente con tutti i vigili del fuoco della squadra. Il giovane Mike comincia una relazione con il suo compagno di stanza e Tommy torna a vedere Sheila, la vedova di Jimmy. Sheila vuole riavere Tommy indietro e comincia a drogarlo per copulare con lui. Maggie, la sorella di Tommy, comincia a vedersi con Sean Garrity. Janet resta incinta e non sa di chi sia il bambino, se di Johnny o di Tommy e lo vuole tenere per ricordo di Connor. La squadra pensa alla possibile omosessualità di Mike e Tommy interviene in sua difesa. Franco inizia a frequentare Alicia (Susan Sarandon), una donna ricca attempata che alla fine gli porta via la figlia; egli non può fare nulla per evitarlo perché l'aveva data precedentemente in affidamento senza permesso e non è il suo tutore legalmente. Shea comincia a vedersi con Theresa, una ex suora con la quale progetta di trasferirsi in Florida per diventare primo marinaio sulla barca di suo cugino. Il capo, Riley, cerca di far fronte alle spese per curare la malattia di sua moglie, che peggiora giorno per giorno, trovandosi un secondo lavoro in un bar. In seguito si pente di aver avuto un rapporto sessuale con Karlene, un'immigrata clandestina che si prende cura di sua moglie. Durante una sorveglianza un sicario spara a Johnny tre volte alla schiena uccidendolo a causa delle indagini contro un potente trafficante di droga. Al suo funerale Sean e Maggie decidono di sposarsi. Entra in scena Rosemarie Gavin, sorella di Tommy, Johnny e Maggie, di cui si erano perdute le tracce da parecchio tempo. È sorda ed è stata allontanata dai suoi genitori ma si è riconciliata con suo padre. Con tutto quello che sta succedendo nella sua famiglia, Tommy decide di andare trasferirsi con Sheila ma cambia idea dopo aver parlato con Janet della sua gravidanza e dopo aver saputo che Mike non si trasferisce più, Lou ha cambiato idea sulla barca e rimane in caserma e Franco non ha superato l'esame per diventare tenente. Quando va nella nuova casa di Sheila, le dice che non lascia più la caserma e la squadra. Affranta lei lo droga e accidentalmente causa un incendio. Il fuoco si espande mentre Sheila è sopraffatta dalla frustrazione e il finale si chiude in maniera poco chiara: non si capisce se sia Tommy o Sheila ad uscire dalla casa in fiamme.

### Quarta stagione
Tommy e Sheila sono stati apparentemente salvati dai vigili del fuoco ma vengono poi accusati di truffa nei confronti della compagnia assicurativa. Il capo Reilly non accetta di abbandonare la squadra per un più tranquillo ruolo d'ufficio e subito dopo essere tornato a casa dal matrimonio gay di suo figlio decide di suicidarsi con un colpo di pistola in bocca. Janet partorisce il bambino e Tommy lo accetta come suo. Sfortunatamente quando i capelli cominciano a crescere si accorgono che sono scuri e si rendono conto che il figlio è di Johnny. Teddy esce di prigione ma immediatamente abbandona la sua nuova moglie in una caffetteria. Colleen, figlia di Tommy e Janet, va via di casa e si trasferisce con il suo ragazzo facendo infuriare i suoi genitori. Nel finale della stagione muore il padre di Tommy.

### Quinta stagione
Lo show è stato rinnovato per una quinta stagione di 22 episodi. In un'intervista con il The Daily Show con Jon Stewart il Giovedi, 15 maggio 2008 Leary ha rivelato Stagione 5 era stato ritardato fino a marzo 2009 a causa dello sciopero dello scrittore, ma che tutti i 22 episodi sarebbe in onda su settimane consecutive. Michael J. Fox unito al cast, la riproduzione di nuovo interesse amoroso di Janet. Secondo il Los Angeles Weekly , il 1 ° dicembre 2008 durante un'apparizione al Book Soup a West Hollywood , Leary ha rivelato dettagli della trama per la stagione 5, in particolare una retrospettiva sugli eventi che portano fino al circostanti 9/11 da ciascuno dei personaggi. Successivamente, Tommy e Lou si contendono l'affetto della donna (Karina Lombard) che sta scrivendo una storia 9/11, che è la trama nei primi 10 episodi della stagione 5, che ha debuttato il 7 aprile 2009.
Silletti ottiene i soldi di assicurazione e una eredità dopo la morte di sua madre nella Stagione 4, ed è convinto da Franco e Garrity di investire in un bar. Il bar diventa un luogo popolare dopo mezzanotte per l'equipaggio fuoco.
Più tardi nella stagione 5, Garrity soffre il carcinoma renale e richiede un intervento chirurgico, costringendolo a riunirsi con la madre e il fratello estraniato. Damien (Michael Zegen), Sheila e il figlio di Jimmy, finisce la scuola pivello, e si unisce alla caserma dei pompieri come un pivello. Una donna di nome Kelly (Maura Tierney) precipita in un incendio che l'equipaggio sta combattendo, e recupera una valigia di metallo misterioso. Tommy sembra rifuggire sia Janet e Sheila di trascorrere del tempo con Kelly. Mentre ci sono alcune sfumature romantiche, Tommy è più interessato al perché la valigia era così importante per Kelly. Candy (Milena Govich), la prostituta che conned Lou nella Stagione 2, riappare dopo essere uscito di prigione, sostenendo che ha trasformato la sua vita intorno. Dopo i licenziamenti veementi di Lou, la lascia andare a vivere con lui. Dopo reclami Candy di aver ereditato una grossa somma di denaro, si sposano, unendo il loro patrimonio. Poco tempo dopo, Lou scopre che il vero nome di Candy è Barbara Callahan e lei è ricercato in Florida per frode. Si svuota il loro conto bancario comune, riprendendo il denaro che ha rubato da lui (più gli interessi), poi la affronta. Quando lei nega le accuse, Lou le dice che ha chiamato la polizia, e se lei è veramente innocente, lei aspettare per loro di arrivare. Lui le dice che se lei è colpevole, lei gestito. Dopo continuando a dirgli che è sbagliato, lei finisce in fuga.
Gran parte della Stagione 5 segue anche la famiglia allargata di Tommy - cugino Mickey (Robert John Burke), il cugino Eddie (Terry Serpico), Zio Teddy (Lenny Clarke) e la moglie di Teddy Ellie (Patti D'Arbanville) - come tutti ritorno a bere dopo aver trascorso diversi mesi senza successo in AA . Nel penultimo episodio, i quattro sono a bere con Tommy, quando un ubriaco, ovviamente, Ellie lascia per prendere un cane lei e Teddy aveva adottato. Poco dopo aver lasciato, Ellie gestisce una luce rossa e viene colpito da un 18 ruote, uccidendola all'istante. Nell'episodio finale, Janet e Sheila Kelly convincono a vedere non più di Tommy, e mentirle di qualcosa Tommy non ha fatto. Di rabbia per aver perso un rapporto positivo con Kelly, Tommy minaccia Sheila e rompe con lei. Più tardi, dopo Tommy e Lou "rapire" Katy da Janet per tornare con lei per l'incidente con Kelly, i due e l'equipaggio della Scala 62 vanno a loro bar. Più tardi, Teddy arriva e dà a tutti c'è un ultimatum e cerca di Tommy per ucciderlo. In realtà, Teddy punta il dito di colpa per quello che è successo a Ellie a Tommy. Il Cliffhanger per la prossima stagione è impostata dopo Teddy spara Tommy due volte alla spalla, lasciando Tommy morire dissanguato. Teddy, con la sua Glock 17 pistola appoggiata sulla barra di fronte a lui, minaccia di uccidere chiunque tenti di uscire e andare per chiedere aiuto.

### Sesta stagione
Il 16 giugno 2009, il Los Angeles Times sito web confermato Rescue Me sarebbe tornato nel 2010 per una decina di episodi sesta stagione a causa di un aumento dei rating. [2] Stagione 6 in anteprima Martedì 29 giugno alle 10 di sera [3] A Stagione 6 rimorchio è stato mostrato Martedì, 11 maggio, durante la messa in onda di FX di Justified .
Stagione 6 riguarda le conseguenze delle esperienze di pre-morte di Tommy e gli intrecci di letto tra lui e Janet e Sheila. Perché Tommy si rese conto che è andato all'inferno quando morì, lui giura di cambiare le sue vie, di smettere di bere, e di essere una persona migliore, vigile del fuoco, padre e marito. Janet lo avvisa di Colleen (figlia maggiore di Tommy, ora 21 anni) divenendo un ubriaco come suo padre, che porta Tommy a prendere misure drastiche nel tentativo di salvarla da diventare un alcolizzato come il resto della sua famiglia. Janet cerca anche di forzare Tommy di recidere definitivamente i legami con Sheila, come Sheila usa il suo figlio Damien e il suo equipaggio unirsi fuoco di Tommy come leva per continuare la loro relazione, anche se comincia a ex prete cugino data di Tommy Mickey. Tommy e Janet ricollegare anche se a un prezzo terribile, come la loro figlia Katy rischia di rinnegare loro dopo che è stata accettata in una scuola privata lontano dalla città.
Al motore 99 / Scala 62 Firehouse, la trama principale comporta la casa preso di mira per la chiusura a causa di tagli di bilancio a livello di città, che avrebbe lasciato la comunità che serve, senza alcun servizio di vigili del fuoco / emergenza. Questo fa sì che una grande lotta di potere per uscire tra capo battaglione "aghi" Nelson e il suo superiore, Battaglione (poi vice) capo Feinberg. Feinberg è accusato da aghi di tradire i vigili del fuoco sotto di lui, così come appare Feinberg ha fatto un affare corrotto, dove sarà dato il comando di un'altra casa esistente, nelle vicinanze del motore 333 / Scala 74 in cambio di permettere la sua stazione per essere spento (e i suoi uomini licenziati e / o trasferiti). Prendendo la faccenda nelle sue mani, aghi video-registrazioni Tommy e l'equipaggio correre in aiuto dei bambini sordi, quando scoppia un incendio presso la scuola di comunità, mentre sono tutti fuori servizio. La prima azienda del fuoco arriva in ritardo alla scena, molto tempo dopo che l'equipaggio Aghi 'ha salvato i bambini della scuola di masterizzazione. Aghi utilizza tempestivamente il video per ricattare i suoi e Feinberg delle superiori nel salvare la casa da eventuali chiusure di bilancio, guadagnando aghi l'elogio dei suoi sottoposti e di esporre il disprezzo di Feinberg e odio per Tommy e il resto del rango e file vigili del fuoco. Egli è chiaramente più interessato con azioni Aghi 'che mettono in pericolo la sua posizione agli occhi dei suoi superiori.
Verso la fine della stagione, Damien (che aveva iniziato ad avere dei dubbi di essere un vigile del fuoco, solo per essere convinto a continuare da Tommy) subisce un trauma cranico traumatico, mentre lotta contro gli incendi, che lo lascia gravemente cerebrolesi e incapaci di camminare o comunicare. Il ceppo di trattare con malattia incurabile di suo figlio rompe rapporto Sheila e Mickey. Mentre Tommy cerca di destreggiarsi sia Sheila e Janet sulla scia di questo, Janet, come al solito lo getta in faccia a Tommy, dandogli un ultimatum. Lei gli ricorda che Damien non è la sua responsabilità, e che dovrebbe essere più interessato con i propri figli. Tommy si rende conto che ha bisogno di essere più proattivi e impegnato, se ha intenzione di cambiare i suoi modi.

### Settima stagione
La settima e ultima stagione in anteprima il Mercoledì 13 luglio 2011. Tommy affronta Janet sulla sua gravidanza, e viene detto che l'unico modo che avrà il bambino è se Tommy si ritira dal FDNY e prende un posto di lavoro più sicuro. Janet è supportato da Sheila, i due dei quali hanno legato insieme sopra il loro dolore condiviso di perdere un figlio (nonostante Damien non essere morto). lo stress di Tommy circa il suo lavoro è aggravata quando Black Shawn propone di Colleen, che dice "sì". frustrazioni di Tommy la meglio su di lui durante un'intervista sul 9/11 e Jimmy, che è oggetto di un pezzo eroe. Il giornalista inizia appeso intorno all'edificio e scavare nel passato dei ragazzi su 62 camion per altre storie. I ragazzi decidono questo deve essere fermato a causa del volume di cattiva stampa questo genererebbe (vale a dire, che Franco è essenzialmente essere un padre inadempiente, il fatto aghi sposato una sposa per corrispondenza che era un alieno illegale, il fatto che Mike è bisessuale, e il fatto Tommy andava a letto con la moglie di suo cugino morto). Tommy si protende verso alcuni dei vecchi contatti di Johnny presso il dipartimento di polizia e riesce a ottenere un video del reporter del sesso orale su un altro ufficiale dopo essere stato arrestato con la cocaina, che Sheila usa per spaventare la sua via.
Dopo aver sentito parlare di altri vigili del fuoco a scrivere lettere ai loro familiari nel caso in cui sono morti nella linea del dovere, Tommy scrive lettere alla sua famiglia e ai ragazzi e li dà a Lou a portata di mano fuori se muore. Lou legge il suo immediatamente e viene arrestato da Tommy, avendolo istituito per rubare una scatola di dolci sotto il suo castello che aveva messo da parte per Janet. A causa della crescente pressione da parte dei ragazzi (che hanno dovuto fisica falso di Lou per lui), Lou inizia un regime di perdita di peso e Tommy promette che se Lou perde peso lo farà il padrino del loro nuovo bambino. Lou lotta con la sua dieta, e, infine, si scaglia contro Tommy che il cibo è come se la cava con il buco che 9/11 creato in lui e che Tommy semplicemente riempito il suo buco con alcol, invece. Tommy scrive Lou un'altra, legittima, lettera e lo dà a lui. Lou lo legge di nuovo, ed è commosso fino alle lacrime dal suo amico. Lou dà Sheila e Janet loro lettere, come lo erano arrabbiati con Tommy, al momento, ed entrambi iniziare a essere molto gentile con Tommy. Tuttavia la lettera Janet ricevuto è stato scritto da Lou, che accidentalmente bruciato quella vera, e promette che Tommy avrebbe lasciato il FDNY per lei, all'insaputa di Tommy.
Al penultimo episodio, Colleen e Black Shawn sono sposati. Durante il ricevimento di nozze, mentre tutti i presenti cerca di agire normale, una Sheila ubriaco suggerisce Tommy e Janet rinnovano i loro voti che Colleen e Katy secondo. Tommy è accecato quando Janet aggiunge un nuovo voto di promettendogli di ritirarsi dal servizio attivo e prendere un lavoro amministrativo o di formazione. Tommy esita, ma dopo Katy rischia di iniziare a bere e diventare una prostituta, accetta di voto di Janet.
Più tardi quella notte, durante uno degli ultimi tour di Tommy di dovere di vigile del fuoco, motore 99 e Scala 62 rispondere a un fuoco magazzino che cresce rapidamente fuori controllo. Sia Capo Feinberg e Chief Nelson prendono il comando e richiedono un 4 ° allarme. I ragazzi vedono appesi guanti in lattice e l'odore di gasolio, e rendersi conto che sono nel bel mezzo di un tentativo di incendio doloso. Dopo aver raggiunto una finestra per sfuggire, sentono voci di bambini ancora dentro. Essi individuano i bambini, ma non sono in grado di tornare alla scaletta, e cercare di fare per il tetto. Tuttavia la porta del tetto è stato murate, intrappolando all'interno. Il Pompiere autista della Scala 62, Niels Jorgensen, comunica che non può salvare gli uomini dal di fuori, e deve lasciare il tetto prima di crollare. Tommy è in procinto di lasciare il gruppo e cercare un altro percorso fuori dopo Lou gli dice di andare, ovviamente, ha ricordato sul suo voto di Janet.Tommy chiede se Lou è sicuro e lui dice "che andrà tutto bene, fidati di me." Pochi secondi dopo, una massiccia esplosione budella dell'edificio.
Il finale della serie inizia con Lou elogiare Tommy, Franco, Sean, nero Shawn, e Mike durante un funerale congiunta con familiari, amici e molti altri vigili del fuoco. Tutto questo risulta essere il sogno di Tommy. Mentre Tommy (ora agire tenente, comando assumendo dopo la morte di Lou) è la compilazione di un rapporto del Dipartimento per Aghi su quell'incidente finale, è rivelato da flashback che era in realtà solo Lou che è morto, dopo aver il volto bruciato nel fuoco . L'equipaggio recuperare tutti contemplano il loro futuro nel lasciare Ladder Co. 62 e antincendio in generale. file di Tommy per la pensione, Franco, Mike, e Sean considerano il trasferimento, e Black Shawn reputa smettere per Colleen.
Più tardi, Tommy scopre che Lou gli ha lasciato una lettera in caso di sua morte, da leggere alla dispersione delle sue ceneri. Tommy si legge la lettera di Lou che racconta ai ragazzi di stare insieme, poi si diffonde di Lou "resti". (Ceneri di Lou dovevano essere sostituiti con miscela di torta a secco, dopo che l'equipaggio ha avuto un incidente sulla strada.) Il servizio Subito dopo, Janet entra in travaglio a casa e Tommy offre suo figlio. Dopo qualche discussione su un nome e Tommy svenire, Janet decide di chiamare lo Shea Gavin in onore di Lou, dopo Tommy ha respinto tutti i nomi che ha preso e perché Tommy ha detto Lou dopo che il bambino è nato; Tommy concordato con il nome perché ha onorato il suo migliore amico e ha pensato che sarebbe stato un grande nome per un quarterback. Dopo una lavata di capo in precedenza da Sheila e un incidente con Wyatt in un parco giochi, Janet si rende conto che Tommy, nonostante tutto, non è ancora pronto ad andare in pensione.
Momenti finali dello show ricordano il primo episodio, con Tommy parlando alla nuova classe dell'Accademia, ma questa volta con un po' 'più di chiarezza e un avvertimento a non affogare i vostri dispiaceri con il sesso, la violenza, e alcol. Come recentemente nominato tenente Franco Rivera prende il sopravvento, Tommy torna al suo camion, questa volta a conversare non con il fantasma di Jimmy, ma con Lou, che tra le altre cose, commenta l'incidente con le sue ceneri. I due poi fanno la loro pace, come Tommy è diventato una persona migliore. L'episodio si conclude con The Pogues ' " Dirty Old Town " giocando come la telecamera verso la skyline di Manhattan, dove avanzamento dei lavori del 1 World Trade Center può essere visto.

## Episodi
| Stagione         | Episodi | Prima TV originale | Prima TV Italia |
| ---------------- | ------- | ------------------ | --------------- |
| Prima stagione   | 13      | 2004               | 2008            |
| Seconda stagione | 13      | 2005               | 2009            |
| Terza stagione   | 13      | 2006               | 2009            |
| Quarta stagione  | 13      | 2007               | 2011            |
| Quinta stagione  | 22      | 2009               | 2011            |
| Sesta stagione   | 10      | 2010               | 2012            |
| Settima stagione | 9       | 2011               | 2012            |

## Personaggi e interpreti
- Tommy Gavin, interpretato da Denis Leary.
- Mike Silletti, interpretato da Michael Lombardi.
- Sean Garrity, interpretato da Steven Pasquale.
- Janet Gavin, interpretata da Andrea Roth.
- Tenente Kenneth "Lou" Shea, interpretato da John Scurti.
- Franco Rivera, interpretato da Daniel Sunjata
- Sheila Keefe, interpretata da Callie Thorne.
- Maggie Gavin, interpretata da Tatum O'Neal.
- Capo Jerry Reilly, interpretato da Jack McGee.
- Jimmy Keefe, interpretato da James McCaffrey.

### Guest star
Tra le guest star della serie: Michael J. Fox, Artie Lange, Susan Sarandon, Marisa Tomei, Gina Gershon, Amy Sedaris e Jennifer Esposito.

## Colonna sonora
La sigla di Rescue Me è C'mon C'mon di The Von Bondies.Questa canzone è stata scelta dal figlio di Denis Leary, Jack, che aiuta a scegliere la musica della serie. La musica finale degli episodi è stata composta da Christopher Tyng, il quale compose anche la colonna sonora del precedente show di Leary, The Job. Rescue Me finisce spesso con un montaggio musicale. La colonna sonora ufficiale uscì il 30 maggio del 2006 al Nettwerk records.